# Laros Duarte
Laros Michael d’Encarnação Duarte znany jako Laros Duarte (ur. 28 lutego 1997 w Rotterdamie) – kabowerdeński piłkarz grający na pozycji defensywnego pomocnika. Od 2021 jest zawodnikiem klubu FC Groningen. Jego brat Deroy również jest piłkarzem i reprezentantem Republiki Zielonego Przylądka.

## Kariera klubowa
Swoją karierę piłkarską Duarte rozpoczynał w juniorach Sparty Rotterdam. W 2015 roku stał się członkiem zespołu rezerw PSV. Zadebiutował w nim 2 października 2015 w Eerste divisie w zremisowanym 1:1 domowym meczu z Achilles ’29.
W styczniu 2019 Duarte został wypożyczony do Sparty Rotterdam. Swój debiut w niej zanotował 13 stycznia 2019 w zremisowanym 1:1 wyjazdowym spotkaniu z SC Cambuur. Latem 2019 został wykupiony przez Spartę, z którą awansował z Eerste divisie do Eredivisie. Zawodnikiem Sparty był do lata 2021.
Latem 2021 Duarte został piłkarzem FC Groningen. Swój debiut w Groningen zaliczył 12 września 2021 w zremisowanym 1:1 domowym meczu z sc Heerenveen. W sezonie 2022/2023 spadł z Groningen do Eerste divisie.
| Sezon   | Klub               | Kraj     | Rozgrywki      | Mecze | Bramki |
| ------- | ------------------ | -------- | -------------- | ----- | ------ |
| 2015/16 | Jong PSV Eindhoven | Holandia | Eerste divisie | 7     | 0      |
| 2016/17 | Jong PSV Eindhoven | Holandia | Eerste divisie | 15    | 0      |
| 2017/18 | Jong PSV Eindhoven | Holandia | Eerste divisie | 32    | 2      |
| 2018/19 | Jong PSV Eindhoven | Holandia | Eerste divisie | 19    | 0      |
| 2018/19 | Sparta Rotterdam   | Holandia | Eerste divisie | 16    | 3      |
| 2019/20 | Sparta Rotterdam   | Holandia | Eredivisie     | 16    | 0      |
| 2020/21 | Sparta Rotterdam   | Holandia | Eredivisie     | 19    | 2      |
| 2021/22 | Sparta Rotterdam   | Holandia | Eredivisie     | 3     | 0      |
| 2021/22 | FC Groningen       | Holandia | Eredivisie     | 27    | 1      |
| 2022/23 | FC Groningen       | Holandia | Eredivisie     | 25    | 2      |
| 2023/24 | FC Groningen       | Holandia | Eerste divisie | 23    | 5      |

## Kariera reprezentacyjna
W reprezentacji Republiki Zielonego Przylądka Duarte zadebiutował 14 stycznia 2024 w wygranym 2:1 meczu Pucharu Narodów Afryki 2023 z Ghaną, rozegranym w Abidżanie. W tym turnieju zagrał również w ćwierćfinałowym spotkaniu z Południową Afryką (0:0, k. 1:2).